# Suberites spirastrelloides
Suberites spirastrelloides är en svampdjursart som beskrevs av Arthur Dendy 1897. Suberites spirastrelloides ingår i släktet Suberites och familjen Suberitidae.
Artens utbredningsområde är havet kring Australien. Inga underarter finns listade i Catalogue of Life.